# Herald Harbor
 (juillet 2025).
Pour les articles homonymes, voir Herald.
Herald Harbor est une census-designated place située dans le comté d'Anne Arundel, dans l’État du Maryland, aux États-Unis. Lors du recensement de 2020, elle comptait 2 869 habitants.